# Christian Calmes
François Christian (Christian) Calmes (Oberursel, 13 juli 1913 – Grasse, 5 juli 1995) was een Luxemburgs advocaat, diplomaat en historicus.

## Leven en werk
Christian Calmes was een zoon van de Luxemburgse econoom en historicus Albert Calmes en de schilderes Jeanne Reuter. Zij woonden in Duitsland, waar vader doceerde aan de universiteit van Frankfurt. In 1918 keerde het gezin naar Luxemburg terug. Calmes werd opgeleid aan het gymnasium in Echternach en studeerde vervolgens rechten in Straatsburg en Parijs. In 1938 opende hij zijn eigen advocatenkantoor. Hij sloot het kantoor in 1940 als protest tegen de Duitse bezetting. In 1943 werd hij opgepakt vanwege verzetswerkzaamheden en gevangengezet in Grund, later zat hij anderhalf jaar in het concentratiekamp Hinzert. Hij wist te ontsnappen en dook onder in de Eifel. 
Na de oorlog pakte Calmes zijn werk als advocaat weer op, tot hij in 1947 in overheidsdienst kwam. Hij werd diplomaat voor het Ministerie van Buitenlandse Zaken en was onder meer betrokken bij de onderhandelingen rond het Benelux-verdrag. In 1952 werd hij secretaris-generaal van de Europese Gemeenschap voor Kolen en Staal (EGKS). Na de oprichting van Euratom en de EEG (1957) was hij tot 1973 secretaris-generaal van de Raad van Ministers van de Europese Gemeenschappen. Bij zijn afscheid ontving hij uit handen van Cees Berkhouwer, voorzitter van het Europees Parlement, een gouden medaille, als dank voor zijn bijdrage aan de opbouw van Europa.
Calmes was geïnteresseerd in de geschiedenis van de diplomatie en van het groothertogdom. Hij zette de series Histoire contemporaine du Grand-Duché en Au fil de l'histoire van zijn vader voort. Hij schreef voor de Luxemburger Wort en was hoofdredacteur van nos cahiers. Calmes was lid van de sectie historische wetenschappen van het Institut grand-ducal. Van 1981 tot 1984 was hij hofmaarschalk van groothertog Jan van Luxemburg.
Christian Calmes overleed op 81-jarige leeftijd.

## Enkele publicaties
- 1948 Geôles sanglantes, met tekeningen van Edmond Goergen.
- 1967-1994 Histoire contemporaine du Grand-Duché de Luxembourg. Zes banden (band VI en IX werden niet geschreven):
  - 1967 1867 - L'affaire du Luxembourg. Luxemburg: Sankt-Paulus Verlag. Band VII.
  - 1970 Le Luxembourg dans la guerre de 1870. Luxemburg: Sankt-Paulus Verlag. Band VIII.
  - 1976 1914-1919 - Le Luxembourg au Centre de l'annexionnisme belge. Luxemburg: Sankt-Paulus Verlag. Band X.
  - 1979 1919 - L'étrange référendum du 28 septembre. Luxemburg: Sankt-Paulus Verlag. Band XI.
  - 1989 Création et formation d'un pays de 1815 à nos jours. Luxemburg: Sankt-Paulus Verlag. Band XII. In het Engels uitgebracht als The Making of a Nation From 1815 to the Present Day.
  - 1994 Histoire du Grand-Duché de Luxembourg de 1815 à nos jours. Luxemburg: Sankt-Paulus Verlag. Band XIII, met Danielle Bossaert.
- 1968 Au fil de l'histoire.

## Onderscheidingen
- 1973 Gouden medaille van het Europees Parlement
- 1973 Groot zilveren Ereteken voor Verdienste voor de Republiek Oostenrijk.

- Bibliothèque nationale de France: cb11894875m (data)
- Gemeinsame Normdatei: 172014247
- International Standard Name Identifier: 0000 0000 6303 7143
- Library of Congress Control Number: n2001156025
- Nationale Bibliotheek van Israël: 987007421396105171
- Nederlandse Thesaurus van Auteursnamen: 070832072
- Système universitaire de documentation: 026763095
- Virtual International Authority File: 31993897
- WorldCat: E39PBJgXf74pqpgQByqBHTrXh3